# Vireux-Wallerand
 Vireux-Wallerand  là một xã ở tỉnh Ardennes, thuộc vùng Grand Est ở phía bắc nước Pháp.